# Michel Stuart
Michel Stuart (New York, 8 febbraio 1945 – Malibù, 7 settembre 1997) è stato un ballerino, coreografo, costumista, produttore teatrale, attore e cantante statunitense.
A 16 debutta nel mondo del musical con la produzione originale di Londra di West Side Story nel 1958. Nel 1959 debutta a New York con il musical di Cole Porter Can Can, a cui segue un'altra produzione di West Side Story a Oakdale nel 1960. Nel 1961 debutta a Broadway con The Conquering Hero, a cui segue The Gay Life (1961) e Little Me nel 1962. Dopo tredici anni torna a Broadway con il musical Premio Pulitzer A Chorus Line, in cui interpreta Greg. Nel 1976 torna a recitate in A Chorus Line, questa volta nel tour statunitense del musical.
Dopo l'esperienza di A Chorus Line, Michel Stuart ha smesso di recitare e si è dedicato ad altre attività nel mondo dello spettacolo. Ha curato le coreografie del tour nazionale del musical Cabaret (1969), dopo aver collaborato a quelle della produzione originale del 1966. Ha disegnato i costumi per il musical A Day in Hollywood/A Night in the Ukraine (Broadway, 1980) ed è stato uno dei produttori della produzione originale del musical Nine (Broadway, 1982), che gli valse un Tony Award. È morto in un incidente stradale a Malibu nel 1997. 
Era apertamente gay e ha avuto una relazione con il coreografo Tommy Tune.